# (4269) Bogado
(4269) Bogado es un asteroide perteneciente al cinturón de asteroides, descubierto el 22 de marzo de 1974 por Carlos Torres desde la Estación Astronómica de Cerro El Roble, Chile.

## Designación y nombre
Designado provisionalmente como 1974 FN. Fue nombrado Bogado en honor al astrónomo aficionado paraguayo Manuel D. Bogado, conocido por sus trabajos sobre astrofotografía y estrellas variables.